# テンペスト (池上永一)
『テンペスト』 (The Tempest) は、池上永一による日本の小説。

## 概要
『野性時代』に2007年1月号から2008年6月号まで連載された（イラスト長野剛）。19世紀の琉球王朝末期が舞台であり、連載当時から大きな反響があった。タイトルの「テンペスト」はシェイクスピアの戯曲「テンペスト」に因む。
池上は以前から琉球王朝を舞台にした作品を書きたいと考えていた。また、首里城の王印が紛失しているという事実も、ストーリーや登場人物の形成に影響を与えたという。外伝として『トロイメライ』があり、『テンペスト』から孫寧温たちキャラクターが、1話に1人登場している。
2011年に仲間由紀恵主演で舞台化され、同年、仲間の主演によりNHKでドラマ化された。同ドラマは2012年4月からNHK総合で放送された後、ロケ地として使用された首里城正殿などが焼失した2019年10月31日から1年となる2020年10月31日（第1回～第2回）、11月3日（第3回～第6回）と11月7日（第7回～最終回）にNHK総合でアンコール放送された。
2012年には仲間の主演により『劇場版テンペスト3D』として映画化されている。

## あらすじ
誰よりも聡明な少女・真鶴は、女であるというだけで学問を修められないことを不公平に思っていたが、跡継ぎと目されていた兄の失踪を機に宦官・孫寧温と名乗り、性を偽って男として生きていくことを誓う。
科試に合格した寧温は、王府の役人として、降りかかる難題を次々と解決し、最速の出世を遂げていく。
そんな寧温は数々の敵に阻まれ、遂に八重山に謀反人として流刑される。寧温は真鶴に戻り、九死に一生を得るが、その類稀なる美貌と才覚を見初められ、自分の意思とは裏腹に王の側室として王宮へ返り咲くこととなる。
平穏な生活はペリーの来航により急を告げる。外交に長けた人物として、八重山にいると思われた孫寧温に対して王府へ戻るよう王命が下り、真鶴は昼間は宦官・孫寧温として、夜は側室・真鶴として一人二役をこなすことになる。
薩摩と清国、2国の狭間で揺れる琉球に近代化の波が押し寄せる。

## 登場人物

### 主人公とその一族
孫寧温（そん ねいおん）＝真鶴（まづる）
孫家待望の第一子として誕生したが、男児を強く望んでいた父親はショックのあまり、娘に名前を付けず、彼女はいない者として存在を無視され幼少時代を過ごす。3歳になった頃自分で真鶴と名を付けた。仕出し係としてベッテルハイムに食物を届けていた時に、英語やドイツ語など計13カ国語を習得した。
「孫寧温」は父親が生まれてくる男児のために考えた名前で、この名を名乗り13歳で科試に最年少合格し、評定所筆者主取に任命され、財政構造改革を断行する。宦官の官吏として生きるために女を捨てると誓うが、浅倉雅博に恋心を抱く。徐丁垓が仕掛けた周到な罠で謀反人の疑いをかけられ、八重山へ流刑となるが、後に王の側室として王宮へ戻る。
孫嗣勇（そん しゆう）
真鶴の義兄。男子の出生を望んでいた真鶴の父親が実姉の三男を養子にもらった。無類の踊り好きで、養子になる前は、その美貌を生かし、花当を目指していたが、義父の厳しいしごきに耐えかね失踪してしまう。その後、辻の遊郭で踊奉行に徴発され王宮の踊童子になる。花当となり寧温と再会。体を張って寧温を守る。
孫嗣志（そん しし）
真鶴の父親。孫家の家長。孫家は毎年女官を輩出する名家であるが、嗣志はあくまでも男子の科試合格による孫家の再興を目論む。孫家は第一尚氏王朝の末裔であり、その証として第一尚氏王朝時代の聞得大君が所持していた馬天ノロの勾玉を隠し持っている。寧温が家に隠していた禁書が聞得大君により明らかにされたとき、寧温の未来のために罪を被り斬首刑となった。
孫明（そん めい）
真鶴の子。母親譲りの旺盛な知識欲を有する聡明な少年。真鶴手製の教科書であらゆる知識を吸収していく。

### 王宮の役人
喜舎場朝薫（きしゃば ちょうくん）
6歳にして四書五経を読んだ神童として名を馳せた。寧温の部下であり、よきライバル。科試に首席合格し、評定所に配属される。宦官である寧温にときめき、戸惑いを隠せない。
儀間親雲上（ぎまペーチン）
北京の国子監に留学していた。派手好きで、雅やかな所作を身に付けており「琉球の在原業平」と異名を取る風流人である。かつては科試受験を目指していたが、父親が楽をさせようと賄賂を贈って留学することになった。寧温との出会いで一念発起し、科試を再受験し合格、銭蔵奉行に配属される。
向親方（しょうおやかた）
表十五人衆の一人。清国派で、薩摩派の馬（ば）親方とは対立関係にあり、二大派閥を形成している。向姓は尚家（王族）の傍系に当たり、王府の最大派閥で、王宮の半分は向姓筋の者で占められている。

### 王族
真牛（モウシ）
寧温が流刑に遭う前の聞得大君加那志。国母の娘。尚育王の姉にあたり、碧眼で、霊験が瞳にあると信じ、醜悪な物や人を見てしまった時には、打ち据えさせる残虐な性格の持ち主である。権力が弱まりつつある聞得大君の立場を回復させようと、馬天ノロの勾玉を探し求めている。寧温が真鶴であると突き止め、彼女を自分の駒にしようとして返り討ちに遭い、市井のユタ、遂にはジュリに身を落とすが、それでも王族だった頃の矜持を持ち続けた。
尚育王（しょういくおう）
第18代琉球国王。穏やかな性格の美丈夫な青年。機会の平等を謳い、科試教育を徹底させる。古い慣例を打破する政策を次々と生み出した。寧温に財政改革を命じる。
うなじゃら（佐敷按司加那志）
尚育王妃。聞得大君失脚を企み、男子禁制の御内原に実弟を忍び込ませた罪で一時は廃妃となる。
あごむしられ
尚育王の側室。「王宮の翡翠」と称される美貌と肉体美の持ち主。聞得大君（真牛）の親友で、兄は財務担当の御物奉行。
国母（尚育王の生母）
娘の聞得大君（真牛）と結託し、王妃を追い込もうとする。
うみないび
尚育王と王妃の間の王女。次代の聞得大君と目されている碧眼の少女。尚泰王即位後、聞得大君に即位。
尚泰王（しょうたいおう）
第19代琉球国王。父・尚育王急死を受け6歳で即位、摂関政治となる。幼さゆえに、よく遊んでくれる徐丁垓を信頼してしまう。後に真鶴を側室として王宮へ引き止める。
真美那（まみな）
尚泰王の側室。真鶴が側室試験で出会った少女。聡明で真鶴以外に唯一教養試験を突破した。より聡明な真鶴に憧れ、親友となる。朝薫の従妹に当たる。生まれながらのお嬢様であり、その破天荒な行動は「お嬢様爆弾」と称される。

### 御内原（ウーチバラ）
思徳金（ウミトクガニ）
寧温が流刑になる前の女官大勢頭部（女官長）。強面ででっぷりとした大柄な雌牛のような女性で苛々すると女官をいじめて憂さを晴らす。王妃と共に聞得大君の廃位を企むが、それが露見し、あがま（女官見習い。李氏朝鮮でのセンガクシ）に降格となった。
思戸（ウミトゥ）
女官見習い。エロチックな質問ばかりするませた少女。好奇心旺盛で、一時は聞得大君に情報を流していた。やがて女官大勢頭部まで上り詰めていく。

### その他
ベッテルハイム
13カ国語を操る言語学の天才と呼ばれる。キリスト教の宣教師であり医師でもある。キリスト教布教のために琉球へやって来たが、キリスト教は禁教であるため王府の厳しい監視下に置かれ、身柄を寺に軟禁されている。
麻真譲（ま しんじょう）
子どもたちから「お化け屋敷」と呼ばれる荒れ放題の私塾、破天塾の先生。塾生はほぼ毎日酒宴を開き、勉強している様子がほとんど見受けられないが、麻本人は三代の王に仕えた三司官である。公明正大で、民からも慕われた、王国史上最高の三司官として清国からも敬愛された。愛弟子の寧温を見守る。
多嘉良 善蔵（たから ぜんぞう）
破天塾の塾生。いつも酔っ払っている。寧温の取り立てで王宮の門番の職に就き、後に銭蔵奉行筆者に昇進する。
馬天ノロ（ばてんノロ）
第一尚氏王朝時代の初代聞得大君。尚巴志の叔母。第二尚氏王朝となった今でも伝説の女性として尊敬されている。
浅倉雅博（あさくら まさひろ）
薩摩藩御仮屋詰めの武士。琉歌を詠むのが上手い。寧温のことを好きになる。御仮屋の役人の中では穏健派である。職を辞し、真鶴に戻って市井に紛れていた寧温に心を奪われ求婚するが引き裂かれてしまう。
徐丁垓（じょ ていがい）
清国の宦官。宦官でありながら、紫禁城の後宮の女全員を抱いたとして冊封使節団に紛れ込まされ追い出された。「女を抱くために宦官になった」と自ら言うように、琉球の花街でも絶倫の好色漢として有名。清国では一応科挙に受かっただけあって、知性と情報力は備えているが、人格は腐りきっている。寧温の正体を見破り脅迫して彼女を犯し、言いなりにさせた。遂には琉球乗っ取りを画策する。

## 用語
1. ↑  科試（こうし）：本場・清の科挙よりも難関とされる琉球王国の官吏登用試験。
2. ↑  評定所筆者（ひょうじょうしょひっしゃ）：琉球王朝の頭脳集団。「主取（ぬしどり）」は主任の意。琉球王国#王府行政機構参照。
3. ↑  花当（はなあたい）：稚児衆。官位は低いが、美貌を駆使して立身出世を果たす女形。
4. 1 2  聞得大君（きこえおおきみ）：琉球王国の最高神官。王のオナリ神（守護神）である王の姉か妹が就任する。かつては按司や王妃よりも発言力があり、託宣で次の王を任命することができた。
5. 1 2  親雲上（ペーチン）・親方（ウェーカタ）：地位の呼び名。琉球の位階#位階制度表・琉球の位階#上級士族参照。
6. ↑  銭蔵奉行（ぜにくらぶぎょう）：泡盛の精製・管理を行う部署。
7. ↑  加那志（がなし）：王族に付ける敬称。「首里天加那志」「按司加那志」など。
8. ↑  ユタ：市井の祈祷師。当時はユタ狩りが行われるなど、その存在は認められていなかった。
9. ↑  ジュリ：遊廓の遊女のこと。
10. 1 2 3  うなじゃら・あごむしられ・うみないびはそれぞれ王妃・側室・王女を表す。
11. ↑  佐敷按司加那志（さしきあじがなし）：王妃の別称。佐敷間切を領したのでこう呼ばれた。同じように知念間切を領した聞得大君は別名・知念按司加那志と呼ばれることもあった。
12. ↑  御内原（ウーチバラ）：王城の後宮で男子禁制である。逼迫した財政状況を解せず、贅を尽くす。王妃・国母・王女・側室・聞得大君・女官大勢頭部らが互いを牽制し合う女の戦場。側室の仕事が機織りなので、それ自体が李氏朝鮮の「針房（チンバン）」「繍房（スバン）」の役割を果たす
13. ↑  御仮屋（うかりや）：薩摩藩の侍たちの駐留所。

## 書籍情報
- 単行本（全2巻）
  - テンペスト 若夏（うりずん）の巻（2008年8月27日発売、ISBN 978-4-04-873868-2）
  - テンペスト 花風（はなふう）の巻（2008年8月27日発売、ISBN 978-4-04-873869-9）
- 文庫本（全4巻）
  - テンペスト 春雷（2010年08月25日発売、ISBN 978-4-04-364711-8）
  - テンペスト 夏雲（2010年09月25日発売、ISBN 978-4-04-364712-5）
  - テンペスト 秋雨（2010年10月25日発売、ISBN 978-4-04-364713-2）
  - テンペスト 冬虹（2010年11月25日発売、ISBN 978-4-04-364714-9）

## 舞台
『琉球ロマネスク「テンペスト」』
2011年2月6日〜28日、赤坂ACTシアター / 同3月5日〜20日、新歌舞伎座
キャスト
- 真鶴・孫寧温 - 仲間由紀恵
- 浅倉雅博 - 山本耕史
- 聞得大君・真牛 - 生瀬勝久
- 徐丁垓 - 西岡徳馬
- 孫嗣勇 - 福士誠治
- 喜舎場朝薫 - 安田顕（TEAM NACS）
- 尚泰王 - 伊阪達也
- 三司官・薩摩武士 勝田 - 野添義弘
- 三司官・薩摩武士 桜田 - 大沢健
- 三司官・薩摩武士 島本 - 田鍋謙一郎
- ほか - 森山栄治、海老澤健次、兼崎健太郎、長渕文音
- ナレーション - 野際陽子

スタッフ
- 演出 - 堤幸彦
- 脚本 - 羽原大介

## テレビドラマ
NHK BSプレミアムのBS時代劇枠で、2011年7月17日から2011年9月18日まで毎週日曜日18時45分-19時28分（初回は73分のスペシャル版）に放送。主演の仲間由紀恵をはじめ、舞台である沖縄県の出身者が多数出演・参加している。この作品よりBS時代劇でも解説放送を行うようになった。なお第1回については7月23日のNHK総合テレビジョン「土曜特集パート1」（19:30から20:45。アナログはステレオで解説なし）の枠にて特別再放送（キャッチアップ放送）された。
2012年4月から6月に木曜22時から22:45（初回は23:15まで）に総合テレビで再放映される。平均視聴率4.9%。

### キャスト
- 孫寧温＝真鶴/母[注 1]（二役） - 仲間由紀恵（少女期：田﨑アヤカ）
- 浅倉雅博 - 谷原章介
- 喜舎場朝薫 - 塚本高史
- 聞得大君（真牛） - 高岡早紀
- 孫嗣勇 - 金子昇（少年期：森永悠希）
- 多嘉良善蔵 - 藤木勇人
- オバァ - 平良とみ
- 真美那 - 上原多香子
- 儀間親雲上 - 松尾英太郎
- 座喜味親方 - 上田耕一
- 御物奉行赤嶺 - 阿南健治
- 平等之側 - 塩野谷正幸
- 側室 - 天城純子[注 2]
- ユタ[注 3]/馬天ノロ[注 4]（二役） - 吉田妙子
- 窯戸 - 水木薫
- 女官 - 黒坂真美、天野なおこ
- 尚泰王 - 染谷将太（少年期：矢山博夢）
- 王妃 - 桜乃彩音
- 思戸 - 二階堂ふみ
- 孫明 - 石黒英雄（少年期：竹内寿）
- 泰王子 - 矢山博夢
- 与那覇 - でんでん
- 多嘉良善興 - 末吉功治
- ベッテルハイム - チャールズ・グラバー
- ペリー - リチャード・アレン
- スペンサー艦長 - ジェフリー・ロウ
- グレンジャー船長 - ステュウット・ヴァーナム・アットキン
- ボーマン大尉 - エリック・ボシック
- 上級ノロ - 新海百合子
- ノロ - 悠木千帆
- 冊封使 - 張春祥
- 恵利 - 中村映里子
- 新山作右衛門 - 山崎大輔
- 骨董屋主人 - 野添義弘
- 尚育王 - 高橋和也
- 王妃・国母 - 若村麻由美[注 5]
- 宜野湾親方 - 名高達男
- 与那原親方 - 江原真二郎
- 伊舎堂親方 - 磯部勉
- 大勢頭部 - 藤真利子
- 徐丁垓 - GACKT
- 津波古 - 遠藤憲一
- 花風女将 - 小林幸子
- 女官大勢頭部・思徳金 - かたせ梨乃
- 国母 - 八千草薫[注 6]
- 孫嗣志 - 奥田瑛二

### スタッフ
- 脚本 - 大森寿美男
- 音楽 - H・GARDEN
- 制作統括 - 岡本幸江/鹿島由晴
- 制作 - NHKエンタープライズ
- 制作・著作 - NHK

### サブタイトル
| 回     | 放送日 (BS)   | 放送日（地上波） | サブタイトル   | 演出     |
| ------ | ------------- | ---------------- | -------------- | -------- |
| 第1回  | 2011年7月17日 | 2012年4月12日    | 龍の子         | 吉村芳之 |
| 第2回  | 2011年7月24日 | 2012年4月19日    | 王妃処分       | 吉村芳之 |
| 第3回  | 2011年7月31日 | 2012年4月26日    | 神の追放       | 吉村芳之 |
| 第4回  | 2011年8月07日 | 2012年5月03日    | 阿片疑惑       | 吉村芳之 |
| 第5回  | 2011年8月14日 | 2012年5月10日    | 宦官の野望     | 田中英治 |
| 第6回  | 2011年8月21日 | 2012年5月17日    | 八重山の流刑者 | 田中英治 |
| 第7回  | 2011年8月28日 | 2012年5月24日    | 再び王宮へ     | 吉村芳之 |
| 第8回  | 2011年9月04日 | 2012年5月31日    | ペリーとの対決 | 吉村芳之 |
| 第9回  | 2011年9月11日 | 2012年6月07日    | 決別           | 田中英治 |
| 最終回 | 2011年9月18日 | 2012年6月14日    | 永遠の太陽     | 吉村芳之 |

| NHK BSプレミアム BS時代劇                                                        | NHK BSプレミアム BS時代劇          | NHK BSプレミアム BS時代劇                            |
| 前番組                                                                           | 番組名                             | 次番組                                               |
| -------------------------------------------------------------------------------- | ---------------------------------- | ---------------------------------------------------- |
| 新選組血風録（2011年版）                                                         | テンペスト                         | 塚原卜伝                                             |
| NHK総合 木曜22時台                                                               |                                    |                                                      |
| ブラタモリ【第3シリーズ】                                                        | テンペスト                         | 総合診療医ドクターG （2012年6月28日 - ）             |
| NHK総合 木曜の娯楽時代劇                                                         |                                    |                                                      |
| （2011年度は一時休止） ※実質的な前作（土曜時代劇）は 隠密八百八町（2011年1-3月） | テンペスト 本作品のみ22時-22時45分 | 薄桜記 （2012年10月 - 12月） 以後は木曜20時-20時45分 |

### 再編集映画
テレビドラマを劇場用に再編集し3D大作映画『劇場版テンペスト3D』として公開。音楽はドラマから変わり長岡成貢が担当している。2012年1月14日より沖縄で先行公開され、1月28日より全国公開。興行収入は1億円。